# Hundert und ainundzweintzig newe Lieder
Hundert und ainundzweintzig newe Lieder und Hundert und fünfftzehen guter newer Liedlein sind Liedersammlungen, die der Verleger Hans Ott 1534 und 1544 in Nürnberg herausgegeben hat.
Die Sammlungen umfassen vier- bis sechsstimmige polyphone Lieder, deren Texte meist deutscher Sprache, einige aber auch in lateinischer, französischer und italienischer Sprache verfasst sind. Die Sammlungen gelten als Hauptquelle für die deutschen Lieder des Komponisten Ludwig Senfl, dessen Lieder in den Sammlungen am häufigsten vertreten sind. Daneben sind unter anderem Lieder von Arnold von Bruck, Wilhelm Breitengraser, Heinrich Isaac, Stephan Mahu, Thomas Crécquillon, Philippe Verdelot und Thomas Stoltzer vertreten.
Ein Originaldruck befindet sich im Besitz der Bayerischen Staatsbibliothek in München.